# 浜名大橋
浜名大橋（はまなおおはし）は、浜名湖の今切口に架かるPC橋。国道1号浜名バイパスの馬郡IC〜新居弁天IC間にある。
浜名大橋は浜名バイパスの一部に属しているため、浜名バイパスが日本道路公団の管理する有料道路時代においては、浜名大橋の通行には必然的に通行料金が発生した。2005年（平成17年）3月30日に浜名バイパスが無料開放されたことに伴い、以降は無料で通行することができる。ただし、自動車専用道路のため、歩行者、自転車および原動機付自転車は通行できない。

## 構造
構造形式は、PC5径間連続有ヒンジラーメン箱桁橋である。橋梁全長631.8m、有効幅員9.0mである。最高地点は海抜31 m。中央支間長は240 mにおよび、桁橋としては建設当時には世界最大支間であり、2004年（平成16年）の江島大橋開通まで日本最大の支間長を誇った。
浜名湖および遠州灘の海岸線沿いにあるため、工事および耐震の関係上大きな構造になっている。
弁天島からの眺望は非常に雄大で、ライトアップをしようという意見もあったが、近隣で行われているシラス漁の関係、また、アカウミガメの上陸・産卵を妨げるという理由で不可能になっている。

## ギャラリー

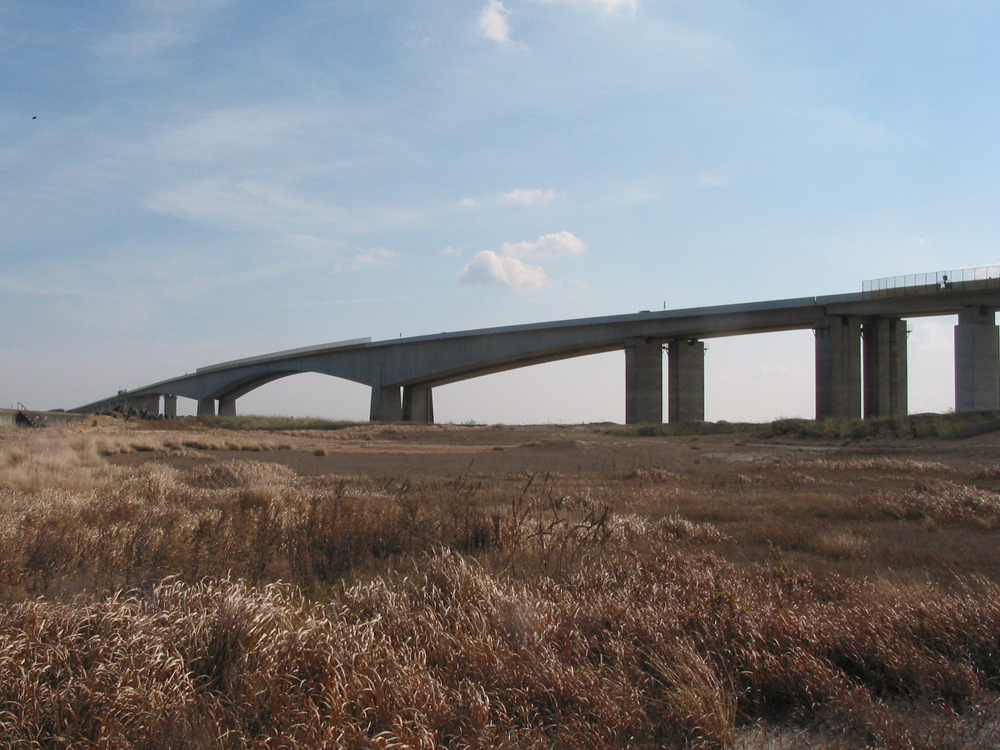
新居の海浜公園より望む浜名大橋
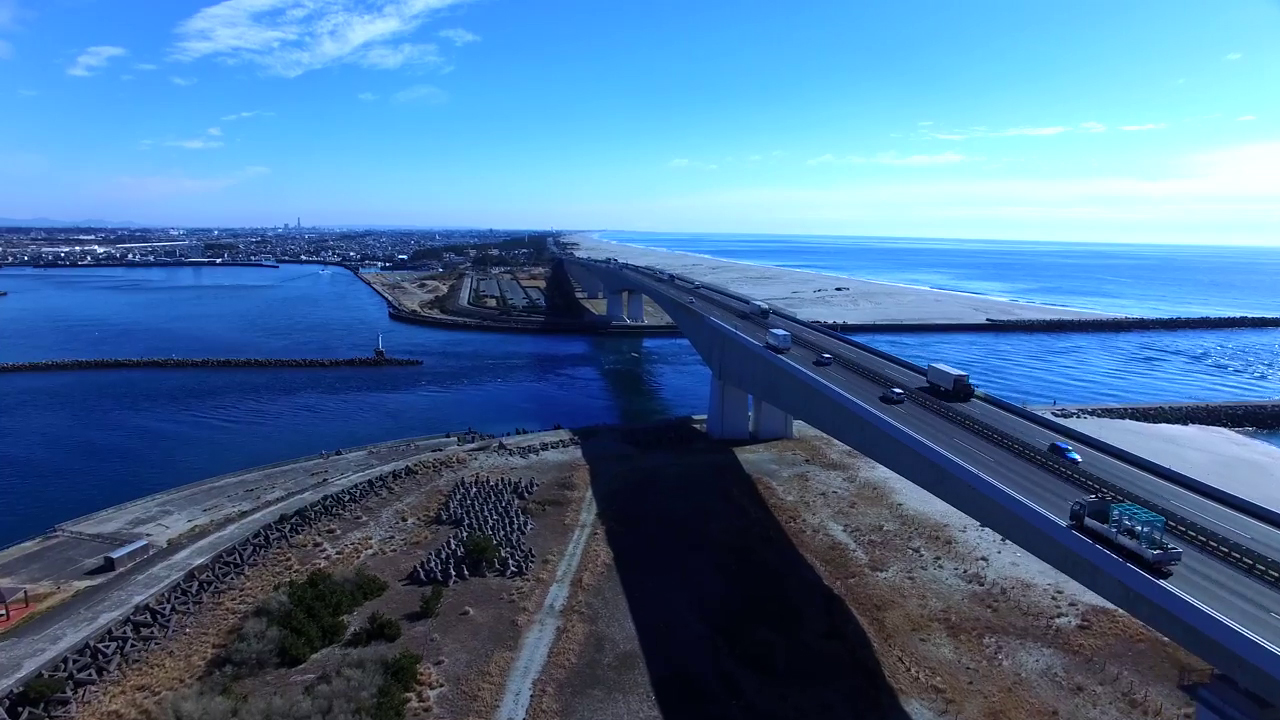
空撮
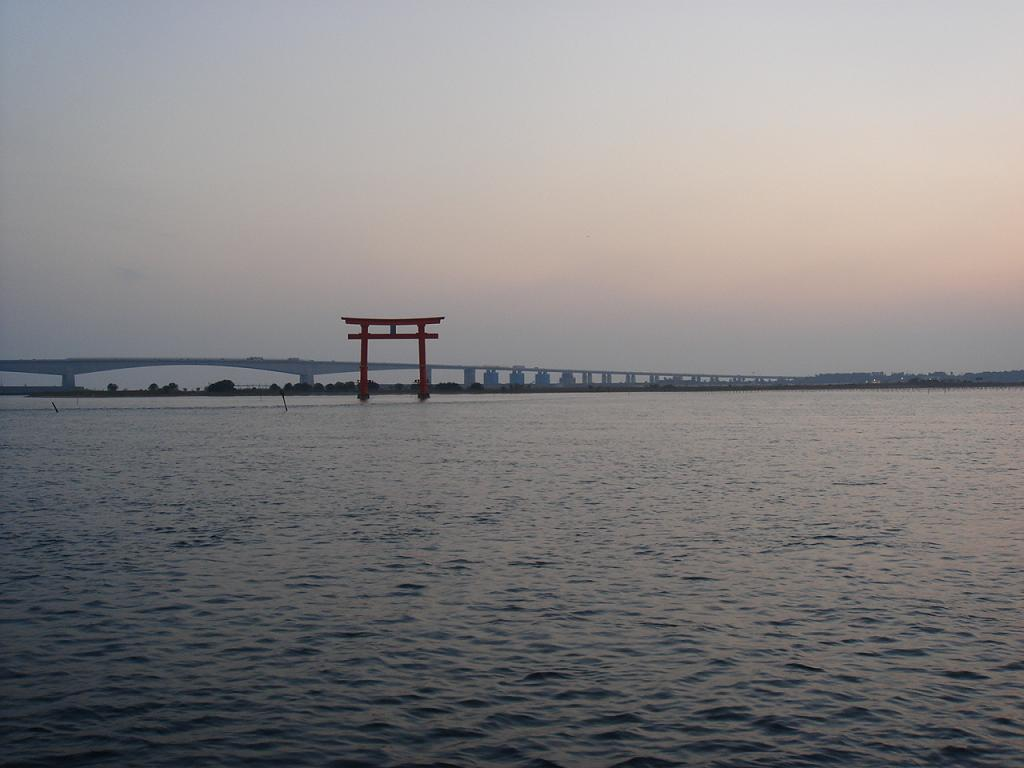
弁天島海浜公園から見た浜名大橋